# ザンクト・ガレン修道院
ザンクト・ガレン修道院は、スイスのザンクト・ガレンにある中世以来の歴史を誇る修道院。現在の建物は18世紀に建造されたものであって中世修道院の面影はないが、バロック建築の傑作として評価されている。また、かつて何世紀にもわたりベネディクト会の中心的修道院のひとつであったこの修道院の付属図書館には、数多くの写本や稀観書が収蔵されている。この修道院と図書館は、1983年にユネスコの世界遺産に登録された。

## 歴史
この修道院は、アイルランドから来た(en)聖ガルス(en)が613年頃に設けた隠遁所がその母体となっている。修道院となったのはそれ以後のことであるが、その名称も、修道院のもとに発達した町の名も、聖ガルスにちなんでいる。聖ガルスは聖コルンバヌス(en)の弟子にして友人であり、この地で646年に歿した。
カール・マルテルはオトマール (Othmar, 689年頃 - 759年) に聖ガルスがこの地に遺したものの管理を命じた。ピピン3世（小ピピン）の治世下でオトマールはザンクト・ガレンに有名な学校を作り、それらの学校では芸術、文学、科学などが花開いた。ライヒェナウのヴァルド, 740年 - 814年）が修道院長だったときに、彼の下で写本の作成が行われ、有名な蔵書が集められていった。こうして、「院長グリマルド（872年没）が、ウィリギリウスを初めとする古典作品の写本を蒐集してその図書館を充実し、オトフリッドの友人ハルトムート院長のもとで、さらに図書の増大をみたが、当院は六つの大教室をもつ院内学校とそれよりやや小規模の院外学校二つを有し、スコットランド人マルクスやその甥メンガルを含む優れた教師を擁し、やがてラトベルトゥス、ノトケル（ノートカー）、サロモなどを輩出させることになる」。そのため、アングロ・サクソンやアイルランドの多くの僧侶たちが写本を筆写しに訪れた。ローマ教皇ハドリアヌス1世はカール大帝の要請を受けて、グレゴリオ聖歌詠唱を普及していた聖歌隊をローマから派遣した。
10世紀には近隣の修道院であるボーデン湖のライヒェナウ修道院と争った。だが、924年から933年にはマジャール人に脅かされ、蔵書は安全のためライヒェナウに移された（ほとんどが後に返却された）。
10世紀・11世紀ザンクトガレン修道院は文芸（ドイツ文学）の中心地であったが、中でも抜きん出ていたのが詩編を古高ドイツ語に翻訳し、注釈を施した ノートカー（Notker der Deutsche; 952-1022）である。
13世紀にザンクト・ガレンの修道院と町は独立した領邦となり、修道院長は神聖ローマ帝国のフュルスト（諸侯、侯爵）と同格の領主としてこの地を治めた。
ピウス修道院長（1630年 - 1674年）の下で印刷出版が始まった。1712年にスイスによる略奪が行われ、大半の書物と写本はチューリヒとベルンに持ち去られた。混乱や抑圧を経て、修道院は残った蔵書を保持しつつカントンの庁舎を兼ねる司教座聖堂となった。

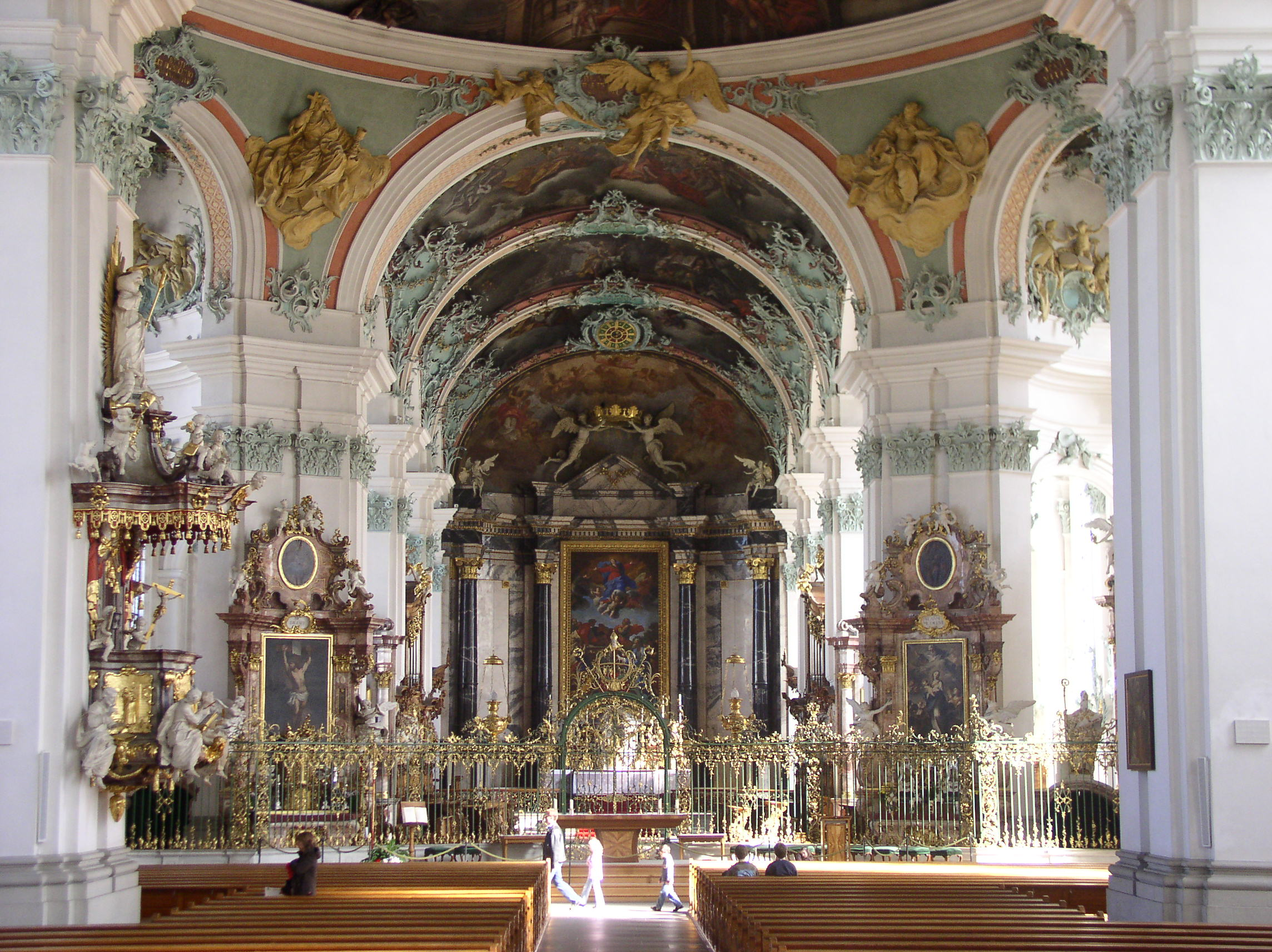
カテドラルの内装

現在残る建物は1755年から1768年に建設された後期バロック様式のものである。カテドラルの内装はスイスに現存するバロック様式をとどめるものの中でも重要なもののひとつと見なされている。

## ザンクト・ガレン修道院図書館
修道院に併設された現在の図書館は1767年に建造されたものである。ここは世界最大級の中世期文献の蔵書数を誇り、欧州ドイツ語圏内では、中世初期の文献に関する包括的なコレクションを抱えている図書館のひとつとなっている。その蔵書数は2005年段階で16万冊を超え、そのうち2200冊が写本であり、500冊は1000年以上前のものである。現在では、こうした値段のつけようがない写本の数々をデジタル化する計画も始まっている。このほかに、インキュナブラも1600冊以上保有している。一例を挙げれば、ドイツ中世文学の双璧『ニーベルンゲンの歌』（B写本）とヴォルフラム・フォン・エッシェンバッハの『パルチヴァール』（D写本）はCod.857として収蔵されている。

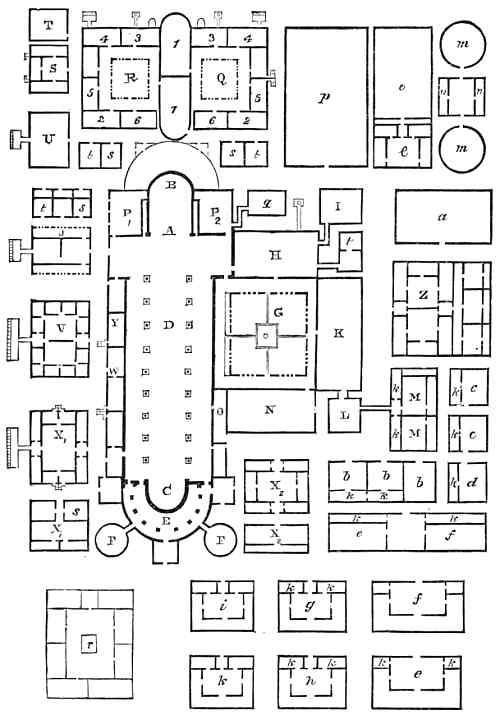
ザンクト・ガレンの修道院平面図

この図書館はまた、「ザンクト・ガレンの修道院平面図」として知られる9世紀のユニークな史料も保有している。これは西ローマ帝国滅亡から13世紀までのおよそ700年間に書かれたものとしては、現存する唯一の巨大建築物の設計図である。この図面に描かれたものは当時建造されることがなく、むしろ修道院の理想形が描かれたものと言えるが、この設計図の作成をライヒェナウ修道院長に依頼し、今日まで伝存してきた修道院の名にちなんでそう呼ばれている。

## 登録基準
この世界遺産は世界遺産登録基準のうち、以下の条件を満たし、登録された（以下の基準は世界遺産センター公表の登録基準からの翻訳、引用である）。
- (2) ある期間を通じてまたはある文化圏において、建築、技術、記念碑的芸術、都市計画、景観デザインの発展に関し、人類の価値の重要な交流を示すもの。
- (4) 人類の歴史上重要な時代を例証する建築様式、建築物群、技術の集積または景観の優れた例。